# Ałuszta
Ałuszta (ukr. Алушта, ros. Алушта, krymskotat. Aluşta) – ukraińska miejscowość wypoczynkowa na Krymie. Od marca 2014 znajduje się pod okupacją Rosji. Miasto leży nad Morzem Czarnym, na trasie Symferopol–Jałta.
Ałuszta jest położona w dolinie rzek Ułu-Uzień i Demerdżi otoczonej górami z dominującymi szczytami Czatyr-Dahu i Demerdży.
Ałuszta jest ważnym ośrodkiem turystycznym, w którym znajduje się wiele kurortów i sanatoriów. Leczy się tam schorzenia układu oddechowego, krwionośnego i nerwowego.
W mieście rozwinął się przemysł spożywczy oraz materiałów budowlanych.
Ałuszta jest tematem dwóch sonetów Adama Mickiewicza.

## Historia
Pierwsze wzmianki o Ałuszcie pochodzą z VI w. n.e. Miasto należało do Bizancjum, nosząc nazwę Aluston (Αλουστον). W centrum miasta są pozostałości twierdzy bizantyjskiej z VI w. n.e. (wieża obronna oraz fragmenty murów). Od XIII w. Ałuszta znajdowała się kolejno w rękach Tatarów krymskich, Genueńczyków, Turków i Rosjan.

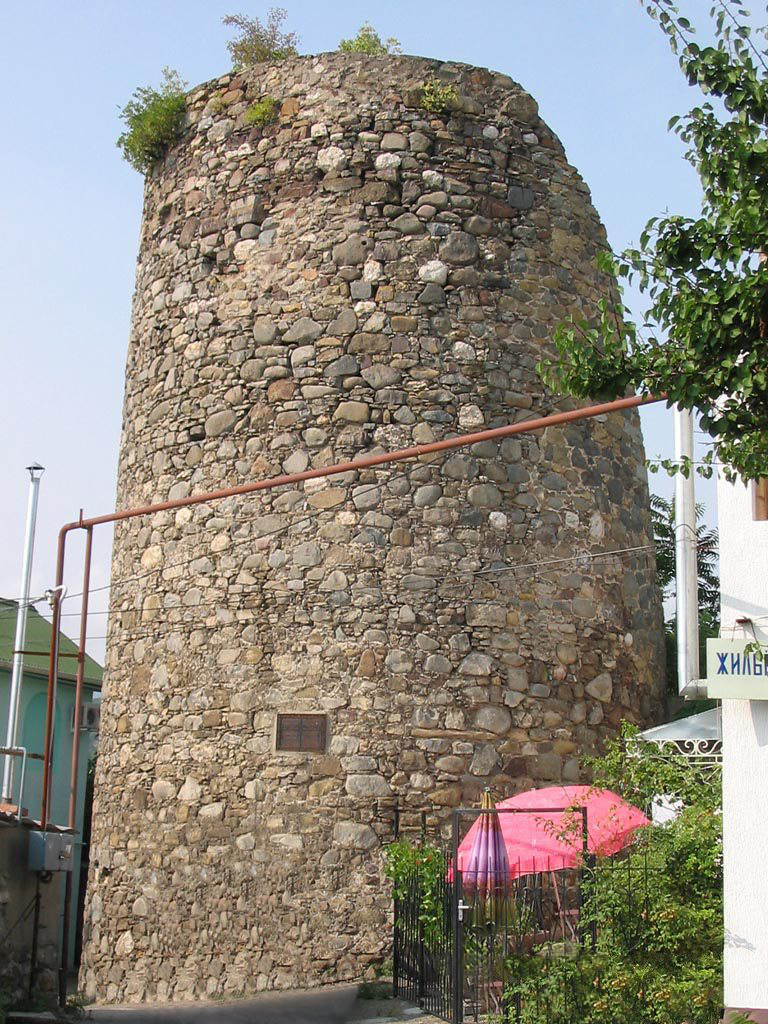
Wieża obronna w Ałuszcie

Podczas okupacji hitlerowskiej, w listopadzie 1941 roku Niemcy utworzyli getto dla żydowskich mieszkańców. Przebywało w nim około 250 osób. W grudniu 1941 roku Niemcy zlikwidowali getto, a Żydów zamordowano na terenie Sanatorium nr 7. Sprawcami zbrodni było Einsatzgruppe D.

## Miasta partnerskie
- Santa Cruz, Stany Zjednoczone

## Linki zewnętrzne

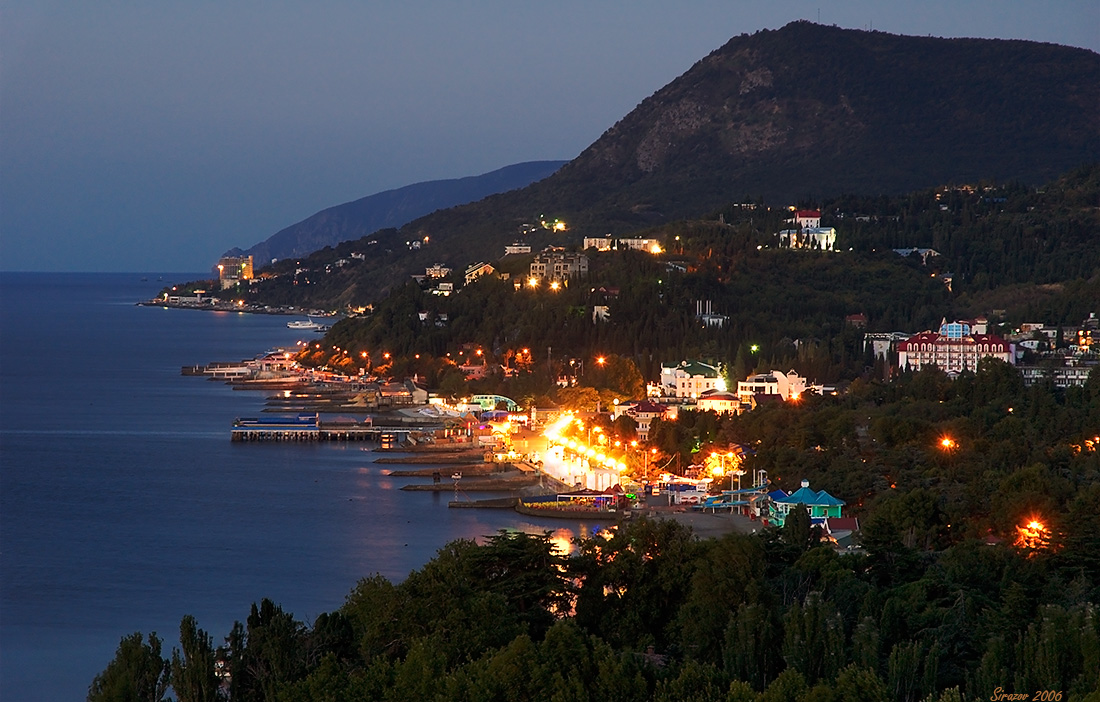
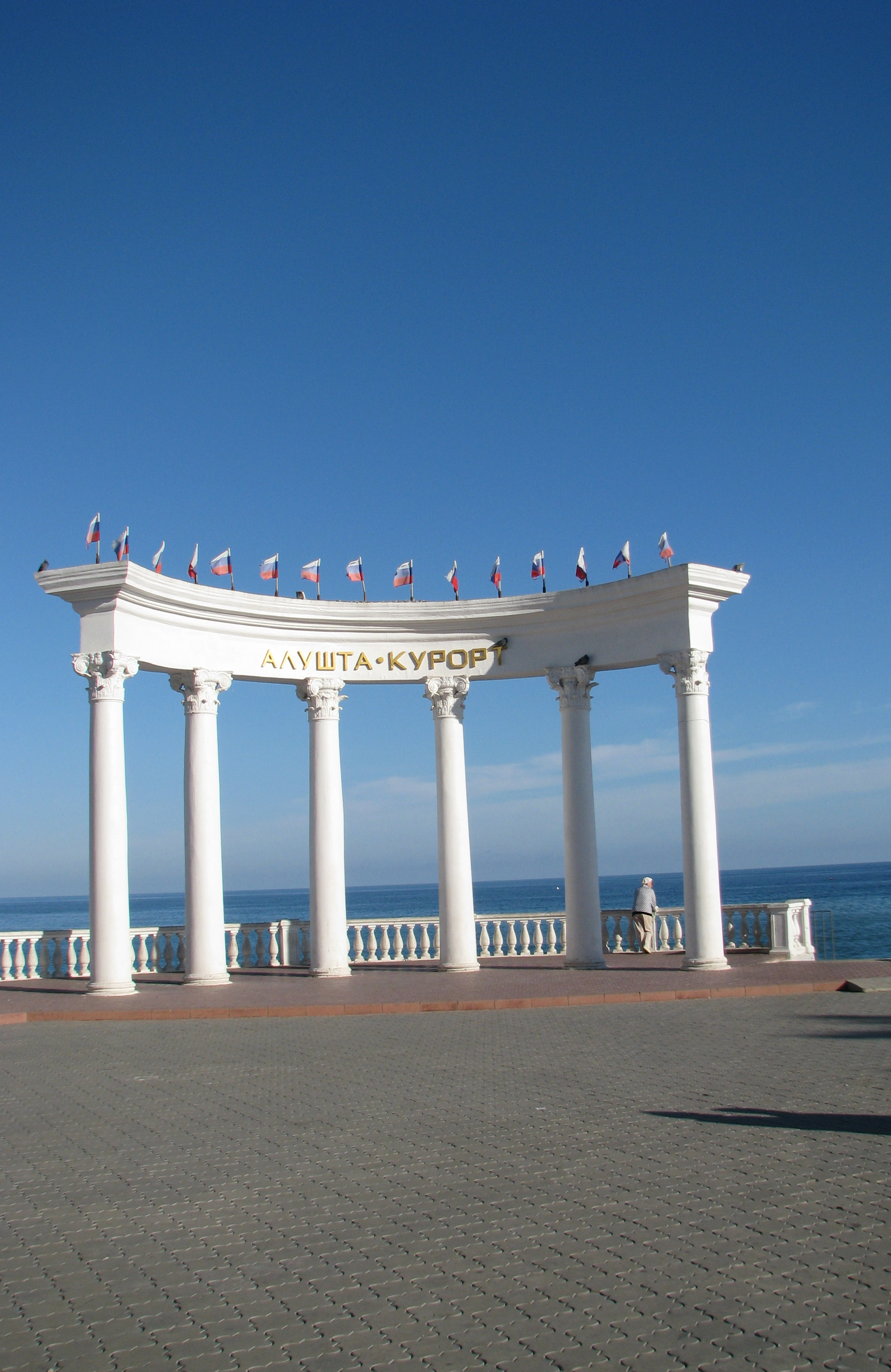
Rotunda na nasypie jest jednym z symboli miasta
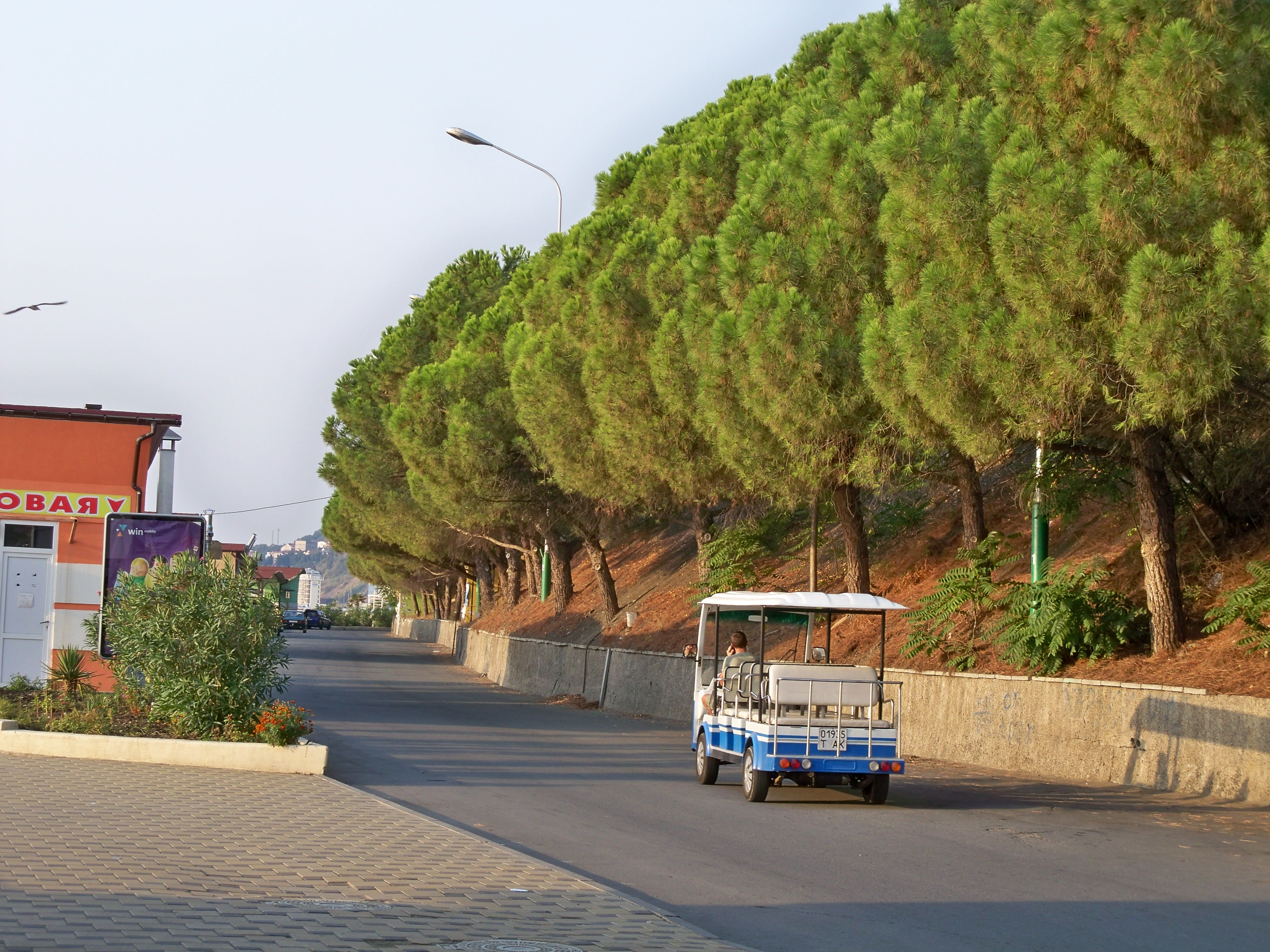
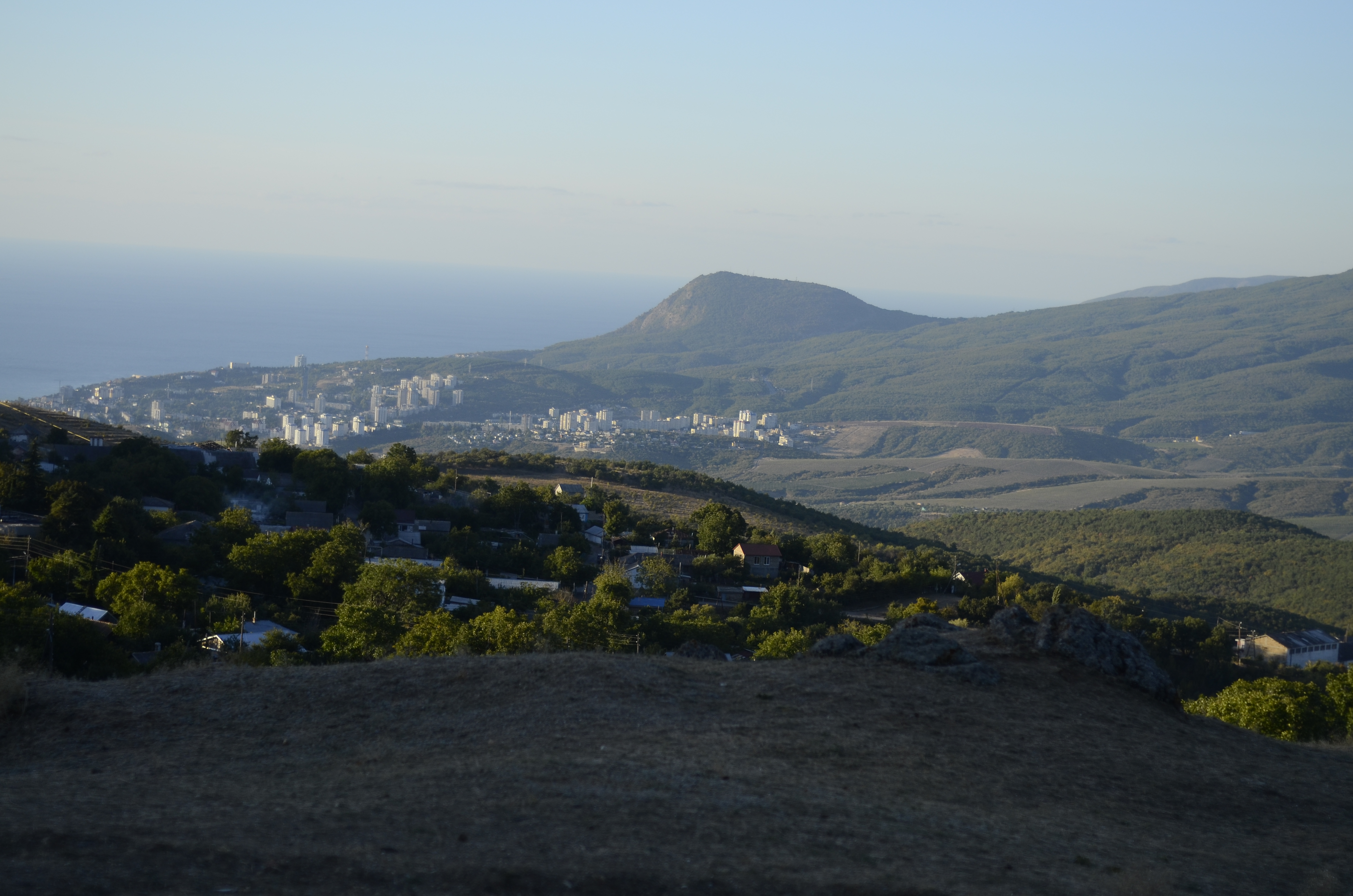